# Oštrelj (Bosanski Petrovac)
Pour les articles homonymes, voir Oštrelj.
Oštrelj (en serbe cyrillique : Оштрељ) est un village de Bosnie-Herzégovine. Il est situé dans la municipalité de Bosanski Petrovac, dans le canton d'Una-Sana et dans la fédération de Bosnie-et-Herzégovine. Selon les premiers résultats du recensement bosnien de 2013, il abrite une population inférieure ou égale à 10 habitants.

## Histoire
Dans le village se trouve un train utilisé par les Partisans yougoslaves et Josip Broz Tito pendant la Seconde Guerre mondiale, notamment pour y établir leurs plans ; utilisé jusqu'en 1951, il a été restauré et est aujourd'hui inscrit sur la liste des monuments nationaux de Bosnie-Herzégovine.

## Démographie

### Évolution historique de la population
| 1948 | 1953 | 1961 | 1971 | 1981 | 1991 | 2013 |
| ---- | ---- | ---- | ---- | ---- | ---- | ---- |
| -    | -    | 163  | 162  | 202  | 166  | ≤ 10 |

|  |